# 迪克·崔西
《迪克·崔西》（Dick Tracy）是一部美國的長篇連載漫畫，描繪虛構人物迪克·崔西—一個智勇雙全、槍法奇快神準的天才警探—與形形色色的歹徒鬥智鬥勇的傳奇故事。雖然迪克·崔西是虛構的角色，但漫畫中的一些歹徒是真有其人。
《迪克·崔西》由漫畫家徹斯特·古德（Chester Gould）創作，於1931年10月4日在《底特律鏡報》（Detroit Mirror，芝加哥論壇報系統）上首次刊載。古德一直執筆創作《迪克·崔西》到1977年。

## 电影
1990年，迪克·崔西被翻拍为电影，华伦·比提、麦当娜等大牌明星参加了演出。

## 伸延閱讀
- Roberts, Garyn G. . Jefferson, North Carolina: McFarland & Company. 1993. ISBN 0-89950-880-4.